# グローバルアスリートプロジェクト
一般社団法人GLOBAL ATHLETE PROJECT（グローバルアスリートプロジェクト）は、川島永嗣、田中隆祐が、日本人アスリートの語学面をサポートすることを目的に2011年に発足。その後、世界に挑戦する日本人アスリートの語学習得サポートや、子供達を対象としたサッカーを通して英語を学ぶ英語×サッカースクール、チアダンスなどを通して英語学ぶ英語キッズチアスクール、中国語も学べる卓球スクールの運営、サッカーを通じて英語が学べるドリルの販売など、「語学」×「スポーツ」に関わる様々な活動を展開している。

## 代表者・アンバサダー
- 川島永嗣 - アンバサダー。サッカー選手。
- 田中隆祐 - 発起人兼代表理事。
- 別府史之 - アンバサダー。ロードレース選手。
- 木暮賢一郎 - アンバサダー。フットサル監督。
- 小西杏 - アンバサダー。中国語×卓球スクール（WEILAI卓球スクール）代表。

## 所属選手・サポート選手
- 吉田海偉 - 所属選手。卓球選手。
- サポート選手 - 約224名（2016年1月現在）

### サポートカンパニー
- ロゼッタストーン（2011-2014）
- レアジョブ（2014-現在）
- パロット（2016-現在）
- 3D ACADEMY（2016-現在）